# Băng tần K
Băng tần K được dùng để chỉ một số dải tần của phổ điện từ, trong miền vi sóng hoặc trong miền hồng ngoại. Băng K sóng cực ngắn được dùng chủ yếu cho vệ tinh thông tin và radar còn băng K hồng ngoại được dùng cho quan sát thiên văn.

## Băng tần K NATO
Băng tần K NATO là dải tần trong khoảng 20 đến 40 GHz (ứng với bước sóng 0,75 – 1,5 cm).

## Băng tần K IEEE
Băng tần K IEEE là vùng phổ vô tuyến trong dải vi ba có tần số 18 đến 27 GHz. Băng K trong dải 18 đến 26.5 GHz dễ dàng bị hấp thụ bởi hơi nước (H2O hấp thụ nhiều nhất ở tần số 22,24 GHz, 1,35 cm).

### Các băng con
Băng K IEEE được chia thành 3 băng con:
- Băng tần Ka: băng K phía trên, có tần số 26,5–40 GHz, chủ yếu dùng cho radar và thử nghiệm thông tin.
- Băng tần K tần số 18–27 GHz
- Băng tần Ku: băng K phía dưới, có tần số 12–18 GHz, chủ yếu dùng cho vệ tinh thông tin, hệ thống vô tuyến tiếp sức mặt đất, radar, đặc biệt là radar đo tốc độ của cảnh sát.

## Vô tuyến nghiệp dư
Các quy định vô tuyến của Liên minh Viễn thông Quốc tế cho phép các hoạt động vô tuyến nghiệp dư và vệ tinh nghiệp dư được dùng dải tần số 24 GHz tới 24,250 GHz, còn gọi là băng 1,2 cm. AMSAT gọi băng tần này là băng K.

## Thiên văn học hồng ngoại
Trong thiên văn học hồng ngoại, băng K là cửa sổ truyền dẫn khí quyển nằm ở 2,2 micromet (trong vùng cận hồng ngoại 136 THz).

## Các băng tần sóng cực ngắn khác
Phổ sóng cực ngắn thường được định nghĩa là phổ điện từ trong dải tần số 1.0 GHz đến 30 GHz, nhưng một số định nghĩa cũ hơn tính cả các tần số thấp hơn. Hầu hết các ứng dụng phổ biến trong dải tần 1,0 đến 30 GHz. Các băng tần số sóng cực ngắn, được định nghĩa bởi Hiệp hội Vô tuyến Anh (RSGB), được thể hiện trong bảng dưới đây. Chú ý là các tần số trên 30 GHz thường được gọi là "sóng mm". Tần số 30 GHz tương ứng với bước sóng 10 mm, hay 1 cm.
| Băng tần L  | 1 tới 2 GHz     |
| Băng tần S  | 2 tới 4 GHz     |
| Băng tần C  | 4 tới 8 GHz     |
| Băng tần X  | 8 tới 12 GHz    |
| Băng tần Ku | 12 tới 18 GHz   |
| Băng tần K  | 18 tới 26,5 GHz |
| Băng tần Ka | 26,5 tới 40 GHz |
| Băng tần Q  | 30 tới 50 GHz   |
| Băng tần U  | 40 tới 60 GHz   |
| Băng tần V  | 50 tới 75 GHz   |
| Băng tần E  | 60 tới 90 GHz   |
| Băng tần W  | 75 tới 110 GHz  |
| Băng tần F  | 90 tới 140 GHz  |
| Băng tần D  | 110 tới 170 GHz |

Chú thích: "Băng tần P " đôi khi được dùng không chính xác cho băng tần Ku. "P" có nghĩa là "previous" (trước) là băng tần radar dùng ở Anh có dải tần 250 đến 500 MHz, hiện nay băng tần hoàn toàn lỗi thời theo tiêu chuẩn 521 của IEEE, xem  và  Lưu trữ ngày 14 tháng 7 năm 2014 tại Wayback Machine. Đối với các định nghĩa khác, xem Letter Designations of Microwave Bands